# Pelagie z Tarsu
Pelagie z Tarsu byla křesťanská mučednice v Malé Asii ve městě Tarsu. Její svátek je slaven dne 7. října (20. říjen greg. kal.) a rovněž 4. května (17. května greg. kal.).

## Život a umučení
Pelagie pocházela z významné pohanské rodiny a v Krista uvěřila od svých křesťanských přátel. Tehdy se v ní pojevilo přání zachovat si panenství a zasvětit celý svůj život Bohu. Adoptivní syn římského císaře Diokletiana byl uchvácen její krásou a chtěl se s ní oženit, Pelagie ho však odmítla. Vyhledala křesťanského biskupa a nechala se od něho pokřtít. Poté se Pelagie pokusila obrátit na křesťanství také svoji matku, ale neuspěla. Navíc její matka oznámila císařovu synu, že se její dcera stala křesťankou. Mladík pochopil, že bude jeho vyvolená vystavena velkému mučení jako všichni křesťané v říši a z velkého zármutku nalehl na meč. Matka Pelagie se obávala císařova hněvu ze ztráty dědice trůnu, který mu nepřímo způsobila její křesťanská dcera a odvlekla ji přímo k Diokletiánovu dvoru na soud. Císař byl rovněž uchvácen její krásou a také se s ní chtěl oženit. Slíbil jí všechna pozemská blaha, pokud se odřekne Krista. Svatá panna však pevně setrvala ve víře a tak ji císař vydal na strašné mučení. Poté byla odsouzena k smrti spálením v rozžhaveném měděném býkovi, kam panna sama vstoupila žehnajíc se křížem a její tělo roztálo jako myrha naplněvši svou vůní celé město. Její kosti zůstaly neporušené a pohané je vyhodili za město. Křesťané je pak s úctou pohřbili a na tom místě byl později vystavěn křesťanský chrám.

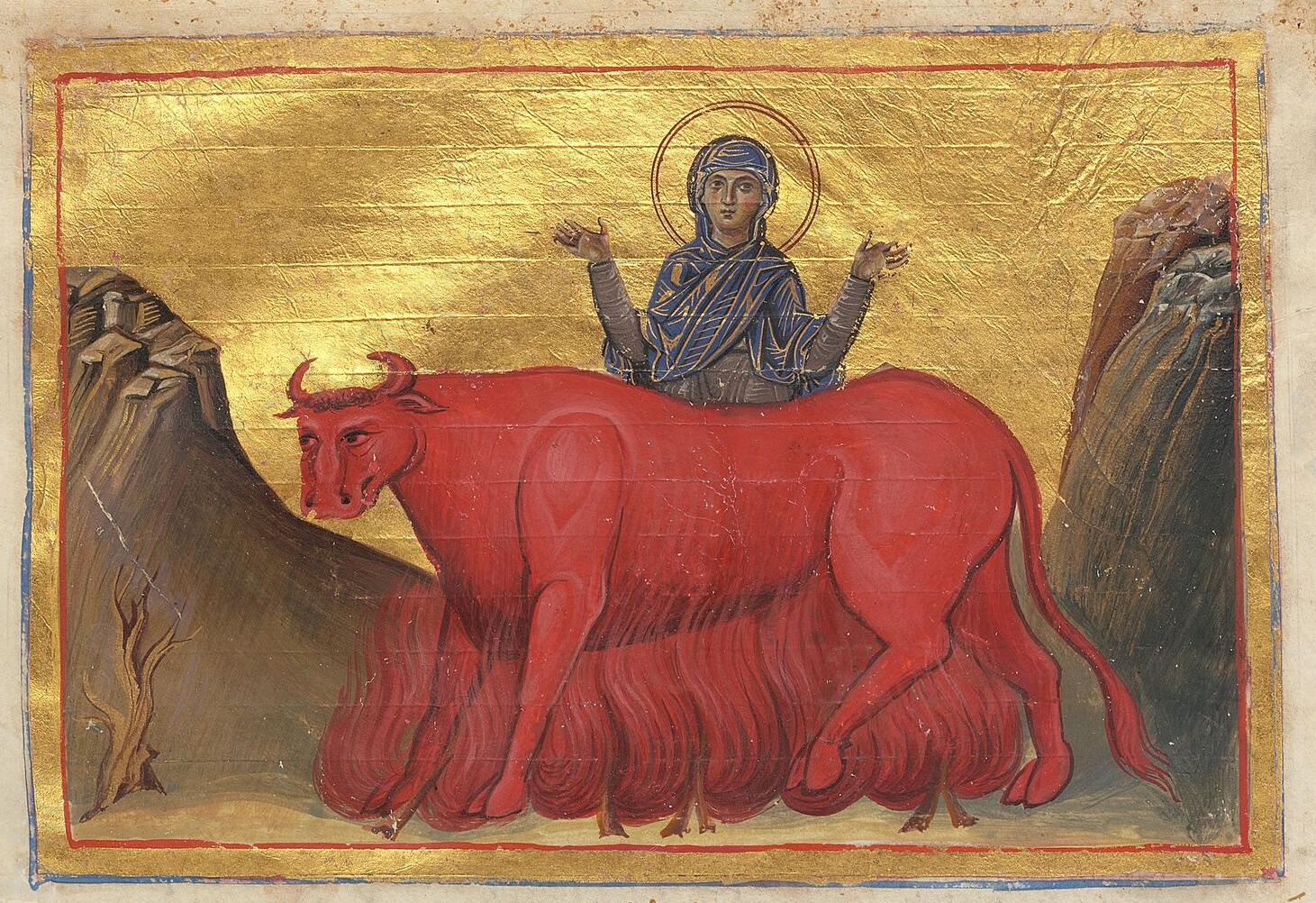
Svatá Pelagie z Tarsu, Menologium císaře Basileia II.